# Leptopsilopa subapicalis
Leptopsilopa subapicalis är en tvåvingeart som beskrevs av Cresson 1922. Leptopsilopa subapicalis ingår i släktet Leptopsilopa och familjen vattenflugor. Inga underarter finns listade i Catalogue of Life.